# Финал Лиги чемпионов УЕФА 2011
Финал Лиги чемпионов УЕФА 2011 года — финальный матч розыгрыша Лиги чемпионов УЕФА 2010/11, 56-го сезона в истории Кубка европейских чемпионов и 19-го сезона в истории Лиги чемпионов УЕФА. Этот футбольный матч состоялся в субботу, 28 мая 2011 года, на стадионе «Уэмбли» в Лондоне, который принял рекордный — шестой финал Кубка европейских чемпионов (после финалов 1963, 1968, 1971, 1978 и 1992 годов). В матче встретились испанская «Барселона» и английский «Манчестер Юнайтед» (два этих клуба до этого уже однажды встречались в финале Лиги Чемпионов два года назад).
Кубок завоевала «Барселона», выиграв этот финальный матч со счётом 3:1. Она сыграет с португальским «Порту», который выиграл финал Лиги Европы 2011 года, в матче на Суперкубок УЕФА в августе 2011 года на стадионе «Луи II» в Монако, а также примет участие в Клубном чемпионате мира.
Этот матч стал последним официальным в карьере нидерландского вратаря «Юнайтед» Эдвина ван дер Сара.

## История лондонских финалов
Старый «Уэмбли» принимал пять финалов Кубка европейских чемпионов. Дважды в этих финалах участвовали английские клубы, и оба раза они праздновали победу: в 1968 году «Манчестер Юнайтед» победил «Бенфику» со счётом 4:1, а в 1978 году «Ливерпуль» победил «Брюгге» со счётом 1:0. В 1963 году «Милан» выиграл у «Бенфики» со счётом 2:1, а в 1971 году «Аякс» обыграл «Панатинаикос» со счётом 2:0. В 1992 году «Барселона» выиграла у «Сампдории» со счётом 1:0.
«Уэмбли» был открыт в 1923 году под названием British Empire Exhibition Stadium. Первым футбольным матчем, который прошёл на стадионе, стал финал Кубка Англии в том же году, который посмотрели более 200 000 зрителей. На «Уэмбли» свои домашние матчи проводила сборная Англии на чемпионате мира 1966 года (включая финал против сборной Западной Германии) и на чемпионате Европы 1996 года. В 2000 году «Уэмбли» был закрыт и демонтирован, а на его месте был возведён новый стадион вместимостью 90 000 зрителей, сохранивший старое название. Новый «Уэмбли» был открыт в 2007 году.

## Путь команд к финалу
| Барселона                                               | Барселона                                               | Барселона                                               | Раунд            | Манчестер Юнайтед                                              | Манчестер Юнайтед                                              | Манчестер Юнайтед                                              |
| ------------------------------------------------------- | ------------------------------------------------------- | ------------------------------------------------------- | ---------------- | -------------------------------------------------------------- | -------------------------------------------------------------- | -------------------------------------------------------------- |
| Барселона                                               | 5:1                                                     | Панатинаикос                                            | Групповая стадия | Манчестер Юнайтед                                              | 0:0                                                            | Рейнджерс                                                      |
| Рубин                                                   | 1:1                                                     | Барселона                                               | Групповая стадия | Валенсия                                                       | 0:1                                                            | Манчестер Юнайтед                                              |
| Барселона                                               | 2:0                                                     | Копенгаген                                              | Групповая стадия | Манчестер Юнайтед                                              | 1:0                                                            | Бурсаспор                                                      |
| Копенгаген                                              | 1:1                                                     | Барселона                                               | Групповая стадия | Бурсаспор                                                      | 0:3                                                            | Манчестер Юнайтед                                              |
| Панатинаикос                                            | 0:3                                                     | Барселона                                               | Групповая стадия | Рейнджерс                                                      | 0:1                                                            | Манчестер Юнайтед                                              |
| Барселона                                               | 2:0                                                     | Рубин                                                   | Групповая стадия | Манчестер Юнайтед                                              | 1:1                                                            | Валенсия                                                       |
| «Барселона» заняла первое место в группе D              | «Барселона» заняла первое место в группе D              | «Барселона» заняла первое место в группе D              | Групповая стадия | «Манчестер Юнайтед» занял первое место в группе C              | «Манчестер Юнайтед» занял первое место в группе C              | «Манчестер Юнайтед» занял первое место в группе C              |
| Арсенал (Лондон)                                        | 2:1                                                     | Барселона                                               | 1/8 финала       | Олимпик Марсель                                                | 0:0                                                            | Манчестер Юнайтед                                              |
| Барселона                                               | 3:1                                                     | Арсенал (Лондон)                                        | 1/8 финала       | Манчестер Юнайтед                                              | 2:1                                                            | Олимпик Марсель                                                |
| «Барселона» выиграла со счётом 4:3 по сумме двух матчей | «Барселона» выиграла со счётом 4:3 по сумме двух матчей | «Барселона» выиграла со счётом 4:3 по сумме двух матчей | 1/8 финала       | «Манчестер Юнайтед» выиграл со счётом 2:1 по сумме двух матчей | «Манчестер Юнайтед» выиграл со счётом 2:1 по сумме двух матчей | «Манчестер Юнайтед» выиграл со счётом 2:1 по сумме двух матчей |
| Барселона                                               | 5:1                                                     | Шахтёр (Донецк)                                         | Четвертьфиналы   | Челси                                                          | 0:1                                                            | Манчестер Юнайтед                                              |
| Шахтёр (Донецк)                                         | 0:1                                                     | Барселона                                               | Четвертьфиналы   | Манчестер Юнайтед                                              | 2:1                                                            | Челси                                                          |
| «Барселона» выиграла со счётом 6:1 по сумме двух матчей | «Барселона» выиграла со счётом 6:1 по сумме двух матчей | «Барселона» выиграла со счётом 6:1 по сумме двух матчей | Четвертьфиналы   | «Манчестер Юнайтед» выиграл со счётом 3:1 по сумме двух матчей | «Манчестер Юнайтед» выиграл со счётом 3:1 по сумме двух матчей | «Манчестер Юнайтед» выиграл со счётом 3:1 по сумме двух матчей |
| Реал Мадрид                                             | 0:2                                                     | Барселона                                               | Полуфиналы       | Шальке 04                                                      | 0:2                                                            | Манчестер Юнайтед                                              |
| Барселона                                               | 1:1                                                     | Реал Мадрид                                             | Полуфиналы       | Манчестер Юнайтед                                              | 4:1                                                            | Шальке 04                                                      |
| «Барселона» выиграла со счётом 3:1 по сумме двух матчей | «Барселона» выиграла со счётом 3:1 по сумме двух матчей | «Барселона» выиграла со счётом 3:1 по сумме двух матчей | Полуфиналы       | «Манчестер Юнайтед» выиграл со счётом 6:1 по сумме двух матчей | «Манчестер Юнайтед» выиграл со счётом 6:1 по сумме двух матчей | «Манчестер Юнайтед» выиграл со счётом 6:1 по сумме двух матчей |

## Перед матчем

### Стадион

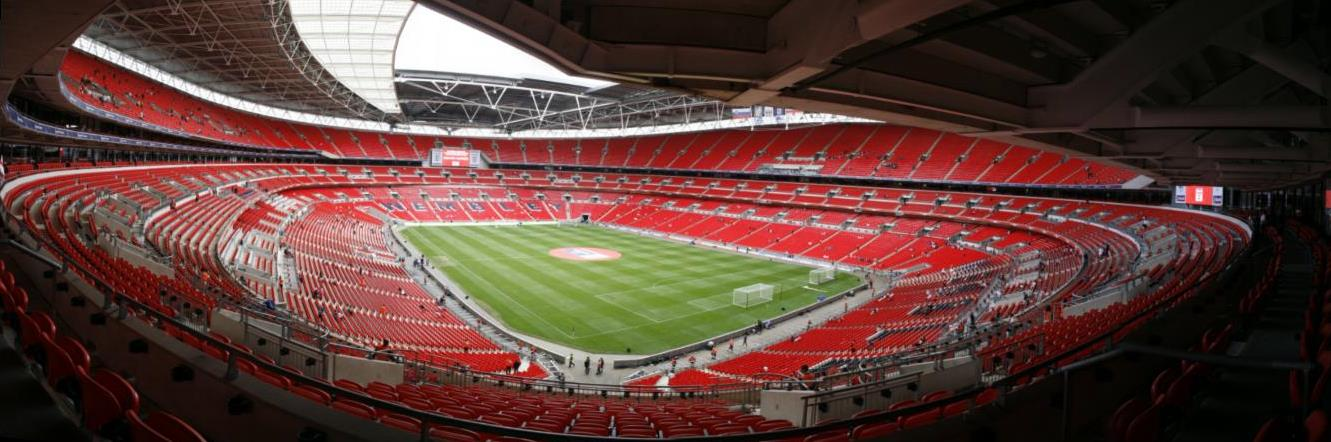
«Уэмбли»

Стадион «Уэмбли» был выбран местом проведения финала Лиги чемпионов УЕФА 2011 года на собрании исполнительного комитета УЕФА в Ньоне, Швейцария, 29 января 2009 года. Конкурентами «Уэмбли» в борьбе за финал 2011 года были «Альянц Арена» в Мюнхене и «Олимпийский стадион» в Берлине. Несмотря на победу английской заявки, немецкий стадион «Альянц Арена» примет финал Лиги чемпионов 2012 года. В последние выходные мая на «Уэмбли» обычно проходят финалы плей-офф Футбольной лиги, однако они будут перенесены в связи требованиями УЕФА об эксклюзивном использовании стадиона, принимающего финал Лиги чемпионов. 21 января 2011 года было объявлено, что финалы плей-офф Футбольной лиги за право выхода в Чемпионат Футбольной лиги и Первую Футбольную лигу пройдут на стадионе «Олд Траффорд» в Манчестере 28 и 29 мая; финал плей-офф за право выхода в Премьер-лигу пройдёт на «Уэмбли» 30 мая. Финал плей-офф Национальной Конференции пройдёт 21 мая на стадионе «Сити оф Манчестер».
Послом УЕФА на финал Лиги чемпионов 2011 года стал бывший нападающий «Тоттенхэм Хотспур» Гари Линекер. 26 августа 2010 года он принял участие в жеребьёвке команд для групповой стадии турнира. Позднее Линекер представил дизайн и логотип финала Лиги чемпионов 2011 года. Он основан на геральдике двух львов, стоящих по сторонам от Кубка европейских чемпионов. Два льва символизируют команды-финалисты, которые сразятся на обладание трофеем.

### Билеты на матч
Хотя «Уэмбли» вмещает 90 000 зрителей, на финал Лиги чемпионов ожидалось около 86 000 человек. Каждая из команд-финалистов получила по 25 000 билетов, которые были распределены среди болельщиков; ещё 11 000 билетов поступили в общую продажу. Заявку на получение этих билетов можно было подать с 24 февраля по 18 марта; обладатели билетов были определены после случайной жеребьёвки.

### Мяч
Футбольный мяч на финал Лиги чемпионов предоставила немецкая компания «adidas» (мячи «adidas» используются в финалах Лиги чемпионов с 2001 года). Мяч называется adidas Finale London, он белого цвета с несколькими красными и одной оранжевой звездой, а также с логотипом финала: Кубком европейских чемпионов с двумя львами по обеим сторонам.

### Судья
35 — летний венгр Виктор Кашшаи стал самым молодым главным арбитром, который когда-либо обслуживал решающие матчи Лиги чемпионов.

### Церемония открытия
Церемония открытия финала Лиги чемпионов УЕФА 2011 года началась 21 мая, когда в лондонском Гайд-парке прошёл праздничный «фестиваль чемпионов». Фестиваль длился одну неделю и завершился 28 мая, за несколько часов до начала финального матча на «Уэмбли». На этом фестивале посетители смогли ознакомиться с историей Кубка европейских чемпионов, поиграть в футбол на мини-футбольных полях и увидеть сам Кубок европейских чемпионов. Вход на фестиваль был свободным.

## Матч
| Барселона                         | 3:1     | Манчестер Юнайтед |
| --------------------------------- | ------- | ----------------- |
| Педро 27′ · Месси 54′ · Вилья 69′ | (отчёт) | Руни 34′          |

| Барселона | Манчестер Юнайтед |

| Барселона:      |    |                  |     |       |
|                 |    |                  |     |       |
| Вр              | 1  | Виктор Вальдес   | 85' |       |
| Защ             | 2  | Дани Алвес       | 60' | 88'   |
| Защ             | 14 | Хавьер Маскерано |     |       |
| Защ             | 3  | Жерар Пике       |     |       |
| Защ             | 22 | Эрик Абидаль     |     |       |
| ПЗ              | 16 | Серхио Бускетс   |     |       |
| ПЗ              | 6  | Хави (к)         |     |       |
| ПЗ              | 8  | Андрес Иньеста   |     |       |
| Нап             | 10 | Лионель Месси    |     |       |
| Нап             | 7  | Давид Вилья      |     | 86'   |
| Нап             | 17 | Педро Родригес   |     | 90+2' |
| Запасные:       |    |                  |     |       |
| Вр              | 38 | Ойер Оласабаль   |     |       |
| Защ             | 5  | Карлес Пуйоль    |     | 88'   |
| Защ             | 21 | Адриано Коррея   |     |       |
| ПЗ              | 15 | Сейду Кейта      |     | 86'   |
| ПЗ              | 30 | Тьяго Алкантара  |     |       |
| Нап             | 20 | Ибрагим Афеллай  |     | 90+2' |
| Нап             | 9  | Боян Кркич       |     |       |
| Главный тренер: |    |                  |     |       |
| Хосеп Гвардиола |    |                  |     |       |

| Манчестер Юнайтед: |    |                   |     |     |
|                    |    |                   |     |     |
| Вр                 | 1  | Эдвин ван дер Сар |     |     |
| Защ                | 3  | Патрис Эвра       |     |     |
| Защ                | 15 | Неманья Видич (к) |     |     |
| Защ                | 5  | Рио Фердинанд     |     |     |
| Защ                | 20 | Фабио             |     | 69' |
| ПЗ                 | 25 | Антонио Валенсия  | 79' |     |
| ПЗ                 | 16 | Майкл Каррик      | 61' | 77' |
| ПЗ                 | 13 | Пак Чи Сон        |     |     |
| ПЗ                 | 11 | Райан Гиггз       |     |     |
| Нап                | 10 | Уэйн Руни         |     |     |
| Нап                | 14 | Хавьер Эрнандес   |     |     |
| Запасные:          |    |                   |     |     |
| Вр                 | 29 | Томаш Кушчак      |     |     |
| Защ                | 12 | Крис Смоллинг     |     |     |
| ПЗ                 | 24 | Даррен Флетчер    |     |     |
| ПЗ                 | 18 | Пол Скоулз        |     | 77' |
| ПЗ                 | 17 | Нани              |     | 69' |
| ПЗ                 | 8  | Андерсон          |     |     |
| Нап                | 7  | Майкл Оуэн        |     |     |
| Главный тренер:    |    |                   |     |     |
| сэр Алекс Фергюсон |    |                   |     |     |

| Игрок матча: Лионель Месси Помощники судьи: Габор Эрёш Тибор Вамош Четвертый судья: Иштван Вод |